# 李凡荣
李凡荣（1963年10月—），江西南昌人，2003年11月加入中国共产党。1984年毕业于江汉石油学院(现长江大学)采油工程专业，获工学学士学位；2003年7月获英国卡迪夫大学商学院MBA专业硕士学位。

## 生平
1984年，李凡荣进入中国海洋石油总公司工作，2011年11月任中国海洋石油总公司首席执行官。 2016年5月起任国家能源局副局长、党组成员。2020年2月，调任中国石油天然气集团有限公司董事、总经理、党组副书记。2020年3月27日，国务院任免国家工作人员，免去李凡荣的国家能源局副局长职务。後來李凡荣相继出任中国中化的总经理、董事長職務。